# Liparis stenostachya
Liparis stenostachya är en orkidéart som beskrevs av Rudolf Schlechter. Liparis stenostachya ingår i släktet gulyxnen, och familjen orkidéer. Inga underarter finns listade i Catalogue of Life.